# Gastrochilus hoi
Gastrochilus hoi är en orkidéart som beskrevs av Tsan Piao Lin. Gastrochilus hoi ingår i släktet Gastrochilus och familjen orkidéer.
Artens utbredningsområde är Taiwan. Inga underarter finns listade i Catalogue of Life.